# Cornolo
Cornolo è una frazione del comune di Bedonia, in provincia di Parma.
La località dista 9,40 km dal capoluogo.

## Geografia fisica
Il piccolo borgo appenninico di Cornolo sorge alla quota di 947 m s.l.m. sulla sponda sinistra del torrente Lecca, ai piedi dei monti Ragola e Nero; nella stessa vallata si trovano le località di Liveglia, alla quota di 854 m s.l.m., e Casamurata, alla quota di 966 m s.l.m.

## Storia
In epoca medievale a difesa dell'alta val Lecca fu edificato sul monte Ragola, probabilmente per volere della famiglia Granelli, il castello di Pietracravina, menzionato per la prima volta nel 1184.
Nel 1260 il marchese Oberto II Pallavicino, insieme ad altri ghibellini cacciati da Piacenza, si rifugiò nella rocca e la fortificò; pochi mesi dopo, rientrato in città, ne scacciò Alberto da Fontana e i guelfi, che nel 1266 riconquistarono il maniero, restituendolo ai Granelli; tre anni dopo Ubertino Landi si impossessò del castello, ma lo distrusse l'anno seguente, nel timore di un attacco; ciò nonostante, i guelfi occuparono le rovine e le ripararono; i ghibellini contrattaccarono e, rientrati nella rocca, la fortificarono nuovamente, ma dopo pochi mesi furono costretti a rivenderla al Comune di Piacenza.
I Granelli e i Lusardi si allearono con Ubertino Landi e ben presto riuscirono a rimpossessarsi dei manieri perduti, tra cui Pietracravina, che fu restituito al Conte; i Granelli, temendo altri attacchi, nel 1272 costruirono nei pressi di Cornolo un altro castello, che tuttavia fu distrutto l'anno seguente dai guelfi in una sanguinosa battaglia; nello stesso scontro anche Pietracravina cadde in mano nemica; tuttavia, nel 1276 i Granelli, con l'aiuto dei Lusardi, riconquistarono la rocca.
Entro il XIII secolo a Cornolo fu inoltre costruita una cappella, dipendente inizialmente dalla pieve di Calice.
Nel 1405 il duca di Milano Giovanni Maria Visconti confermò al conte Galvano Landi le antiche investiture su vari castelli, tra cui Pietracravina, e lo stesso fece nel 1412 il suo successore Filippo Maria Visconti; i Granelli, alleati dei Landi, continuarono a occupare il maniero di Pietracravina, ma nel 1449 precedettero nella riconquista del castello di Compiano il conte Manfredo Landi, che per vendetta li scacciò da Pietracravina; l'anno seguente Bartolomeo Granelli si appellò al doge di Genova Lodovico Fregoso e, su suo consiglio, al duca di Milano Francesco Sforza, che nel 1451 dettò i termini di pace tra le due famiglie, prevedendo il riconoscimento formale dell'investitura dei Landi sui feudi contesi ma concedendo ampie libertà ai Granelli; nel 1454 il Duca, per dimostrare la sua riconoscenza al Conte che l'aveva sostenuto negli scontri per la conquista del potere a Milano, gli confermò tutti i diritti già riconosciuti ai suoi avi.
In seguito all'abolizione dei diritti feudali sancita da Napoleone per il ducato di Parma e Piacenza nel 1805, Cornolo divenne frazione del nuovo comune (o mairie) di Bedonia.

## Monumenti e luoghi d'interesse

### Chiesa di San Lorenzo Martire

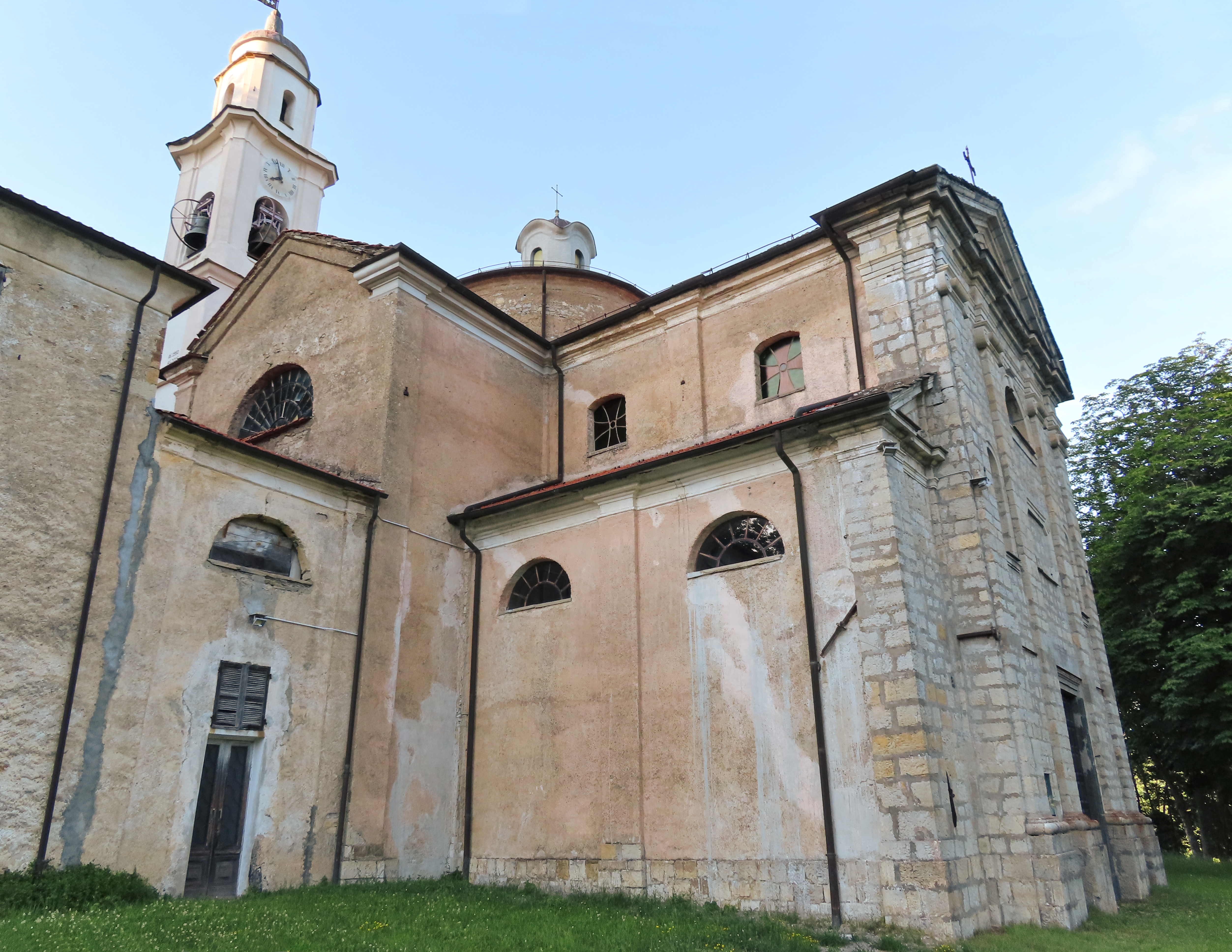
Chiesa di San Lorenzo Martire

Menzionata per la prima volta nel XIII secolo, la chiesa fu elevata a sede parrocchiale autonoma nel 1577; ristrutturata in forme neoclassiche in epoca imprecisata, fu restaurata nel 2008. Il luogo di culto, caratterizzato dalla facciata a salienti in pietra scandita da lesene ioniche, è internamente decorata con paraste corinzie sui lati e con affreschi sulla cupola e sulle volte a botte della navata, del transetto e delle quattro cappelle; l'edificio conserva un rilievo seicentesco in legno, raffigurante Dio padre e il Cristo morto.

### Castello
Edificato nel 1272 dai Granelli per volere del conte Ubertino Landi allo scopo di difendere la vicina rocca di Pietracravina, il castello fu completamente distrutto l'anno seguente dai guelfi al termine di una sanguinosa battaglia e successivamente scomparve completamente.

### Castello di Pietracravina
Menzionato per la prima volta nel 1184, il castello, edificato sul monte Ragola probabilmente per volere della famiglia Granelli, tra il 1260 e il 1276 fu conteso in numerose battaglie da guelfi e ghibellini, ma fu infine riconquistato dai Granelli alleati dei Landi, che ne furono investiti nel 1405, nel 1412 e nel 1454; abbandonato in epoca imprecisata, scomparve completamente.